# Lamb of God
Lamb of God je američki heavy metal sastav iz Richmonda.

## Povijest sastava
Sastav su pod imenom Burn the Priest osnovali gitarist Mark Morton, bubnjar Chris Adler te basist John Cambell. Nakon što su 1997. objavili svoj debitantski album, promijenili su ime u Lamb of God, jer im je u nekim klubovima bilo zabranjeno svirati zbog "zlog" imena (hrv.:"Zapali svećenika") U početku su svirali thrash metal, death metal i hardcore punk, dok su na kasnijim albumima više prisutni elementi groove metala. Zbog njihovog albuma Ashes of the Wake iz 2004., često ih se navodi kao "predvodnicima" Novog američkog heavy metal vala. Do sada su ukupno objavili sedam studijskih, te jedan album uživo, kao i tri DVD-a. Pjesma "Redneck" s njihovog petog studijskog albuma Sacrament je bila nominirana za Grammy u kategoriji za najbolju metal izvedbu.
Nastupali su na mnogim velikim glazbenim festivalima, uključujući Ozzfest i Gigantour, te su između ostalih, nastupali sa sastavima Metallica, Megadeth, Slayer, Mastodon, Children of Bodom, Soilwork, DevilDriver, Municipal Waste i drugima.

## Diskografija

### Studijski albumi
- Burn the Priest (1999.) (kao Burn the Priest)
- New American Gospel (2000.)
- As the Palaces Burn (2003.)
- Ashes of the Wake (2004.)
- Sacrament (2006.)
- Wrath (2009.)
- Resolution (2012.)
- VII: Sturm und Drang (2015.)
- Lamb of God (2020.)
- Omens (2022.)

## Članovi sastava

### Sadašnja postava
- Randy Blythe – vokal (1995.-)
- Mark Morton – prva gitara (1994., 1997.-)
- Willie Adler – ritam gitara (1999.-)
- John Campbell – bas-gitara (1994.-)
- Art Cruz – bubnjevi (2019.-)

### Bivši članovi
- Abe Spear – gitara (1994. – 1998.)
- Chris Adler – bubnjevi (1994. – 2019.)

## Vanjske poveznice
- Službena stranica